# Baszta (zespół muzyczny)
Baszta – polski zespół jazzowy. W drugiej połowie lat siedemdziesiątych jedna z najciekawszych formacji jazzowych z Trójmiasta.

## Historia
Baszta powstała w lutym 1976 roku w Gdańsku z inicjatywy trębacza, kompozytora i aranżera Edwarda Kolczyńskiego. Siedzibą grupy był gdański klub Żak. Do pomieszczenia na trzecim piętrze, w którym zespół odbywał próby, prowadziły strome, kamienne i kręte schody – stąd nazwa zespołu. W zamian za gościnę Baszta grała w klubie na tzw. wieczorkach tanecznych na zmianę z dyskoteką, prowadzoną przez menedżera zespołu Marcina Jacobsona. Na repertuar grupy złożyły się przeboje muzyki rozrywkowej, standardy jazzowe oraz kompozycje autorskie.

Byliśmy wizytówką Żaka. Graliśmy trasy koncertowe, ale główną naszą siedzibą była „baszta” w starym Żaku, gdzie chętnie graliśmy koncerty oraz wieczorki taneczne w kawiarni albo w sali teatralnej. Zespół dokonał licznych nagrań dla Radia Gdańsk, niestety nie doczekał się płyty. W roku 1977 zdobył wyróżnienie na festiwalu Jazz nad Odrą , gdzie oprócz utworów własnych zaprezentował utwory Herbiego Hancocka, Cannonball Adderleya, czy Joe Zawinula. Na co dzień graliśmy też utwory z repertuaru jazz-rockowych zespołów Blood, Sweat and Tears, czy Chicago

Dzięki rekomendacji, goszczącej w Żaku krakowskiej grupy Laboratorium, Baszta zaczęła występować poza Trójmiastem, co zaowocowało pochlebnymi recenzjami w ówczesnych środkach masowego przekazu. W tym okresie zespół zarejestrował 10 utworów w studiu nagraniowym Polskiego Radia w Gdańsku. Wiosną 1977 roku został zgłoszony do udziału w konkursie festiwalu Jazz nad Odrą, gdzie otrzymał wyróżnienie. Werdykt jury przyczynił się do zwiększenia jego aktywności koncertowej. W krótkim czasie stał się on jedną z najbardziej rozpoznawalnych zespołów jazzowych w kraju. Latem Baszta jako „The Tower”, po raz pierwszy wyjechała na zagraniczny kontrakt. Od tego momentu swoją działalność koncertową dzieliła pomiędzy zachodnie lokale, m.in. w Finlandii, czy Szwajcarii i polskie kluby studenckie oraz występy na festiwalach jazzowych. Zespół pływał też na niemieckim statku wycieczkowym Europa i współpracował ze szwedzkimi liniami promowymi Viking Line. 
W 1978 roku zespół opuścił jej lider Edward Kolczyński. Formacja koncertowała jednak do końca 1979 roku. W roku 2011 ukazała się płyta zespołu, będąca jednocześnie zapowiedzią serii wydawniczej Swingujące 3-miasto. Album zawiera dziewiętnaście nagrań (dziesięć studyjnych i dziewięć koncertowych), które zarejestrowano w latach 1976-78. Całość została zremasterowana przez Piotra Madziara.

## Pierwszy skład
- Edward Kolczyński - lider, trąbka, pianino
- Leszek Dranicki - gitara, śpiew
- Zbigniew Kędzierski - saksofon altowy i tenorowy
- Stanisław Suchecki - puzon
- Krzysztof Chojnacki – gitara basowa[2]
- Jan Rucki - perkusja

## Członkowie drugiego składu
- Leszek Woś - Fender Rhodes
- Jerzy Główczewski - saksofon
- Aleksander Śliwa - gitara basowa

## Współpracownicy
- Barbara Kowalska Moore - śpiew
- Piotr Sapieja - skrzypce
- Czesław Adamowicz  - instrumenty klawiszowe

## Dyskografia

### Albumy
- 2011: Swingujące 3-miasto: Baszta (CD, Soliton) – zbiór nagrań radiowych zespołu z lat 1976-1978[3]

### Kompilacje
- 2012: Był Gdańsk (CD, Soliton)[4]